# MT63

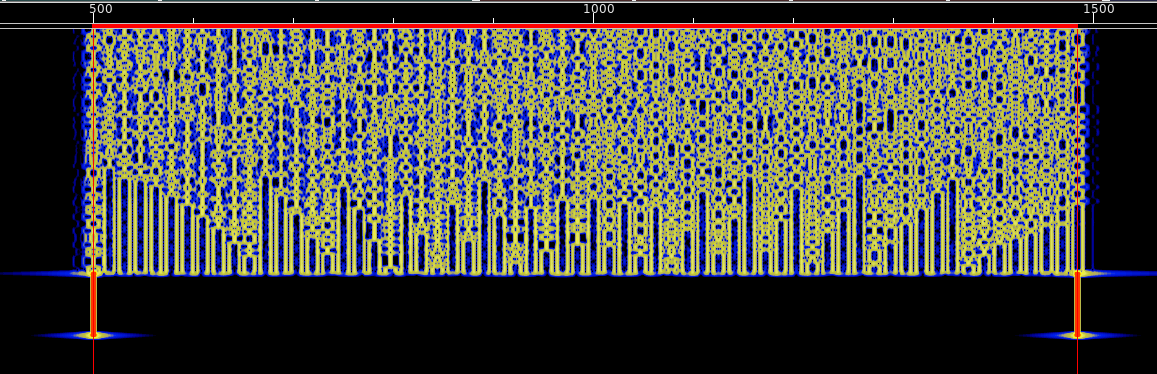
Espectrograma de modulação MT63-1K

MT63 é um modo digital baseado em DSP para transmissão de texto em tempo real em lugares onde existe QSB e interferências de outros sinais.

## Funcionamento
Através de uma codificação de texto em uma matriz de 64 tons no tempo e frequência.

## Características
Fornece margem de segurança na correção de erro, mantém uma velocidade de 100 PPM. A largura de banda 1Khz no modo standard é utilizada nos 20 metros.
O MT63 não é um modo muito usado pelos rádio-amadores em função de seus requisitos de largura de banda e pela complexidade na sintonia dos sinais.